# Bolhás
Bolhás is een plaats (község) en gemeente in het Hongaarse comitaat Somogy. Bolhás telt 486 inwoners (2001).